# Postscript to Adventure
Postscript to Adventure – autobiografia kanadyjskiego pisarza i pastora Ralpha Connora. Ukończona przez autora, ukazała się w 1938, rok po śmierci Connora.
Zawarł w niej m.in. wspomnienia z okresu I wojny światowej.